# Lillian Metge
Lillian Metge (1871-1954), fue una sufragista, activista por los derechos de las mujeres, periodista británica, involucrada en las protestas del Úlster y el Reino Unido y fundadora de la sociedad del sufragio de Lisburn. Posteriormente se hizo militante y lideró una explosión en la Catedral de Lisburn, Irlanda del Norte. Fue encarcelada brevemente, recibió una medalla de huelga de hambre de la Unión Social y Política de las Mujeres, y continuó su campaña pacíficamente durante y después de la Primera Guerra Mundial. 

## Biografía
Nacida como Lillian Margaret Grubb en 1871, sus padres eran Richard Cambridge Grubb y Harriet Richardson, tenía dos hermanos, Cameron y Richard, que se convirtieron en cirujanos veterinarios. Fue parte de una familia adinerada que hizo su fortuna con la industria del lino.
Se casó en 1892, convirtiéndose en la segunda esposa del capitán Robert Henry Metge (1850-1900), diputado por Meath y también magistrado. Robert ya tenía 13 hijos de su primera esposa, Frances Lambart, y vivía en Athlumney, Kilcairne, Condado de Meath.  
Tuvieron dos hijas, Lilian Gwendoline Cole Metge (conocida como Gwendoline) y Dorothy Elise Cole Metge. Robert, murió el 19 de septiembre de 1900  antes de que Lillian se involucrara en las actividades militantes del movimiento sufragista. Su hija Gwendoline se suicidó en 1920.
En 1921, Metge había estado viviendo en Seymour Street, Lisburn. En Shrewsbury brevemente y luego en Dublín, donde murió el 10 de mayo de 1954.

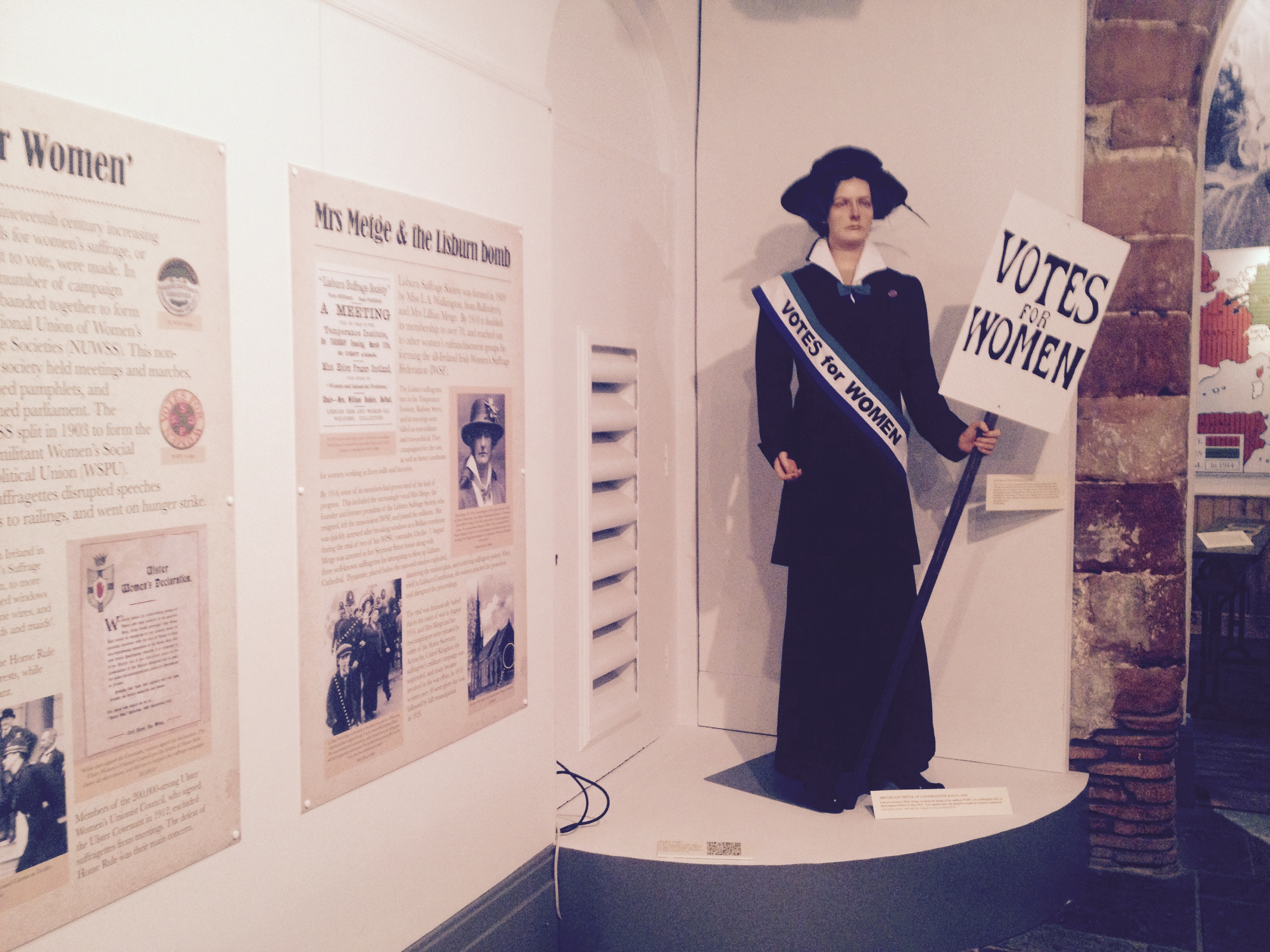
Maniquí de Lillian Metge en Lisburn

## Activismo sufragista
Metge se interesó en presionar por el derecho al voto, ya que ni su estado financiero ni su educación eran suficientes, al ser mujer, y se involucró en el activismo por los derechos de las mujeres. En Úlster, este interés entre las mujeres liberales de clase media en los cambios sociales atravesó la división nacionalista / unionista y el objetivo de mejoras en las clases sociales. A pesar de eso, hubo una opinión entre muchos de que las mujeres no podían manejar la compleja política del Úlster y el Gobierno local, por lo que no se les debería permitir votar, y que no era una demanda general, sino que provenía de unos pocos activos. Algunos grupos locales de mujeres se contentaron con apuntar a los mismos requisitos de propiedad que los hombres en lugar del sufragio universal. Las propias opiniones de Metge sobre estos asuntos no se registraron claramente.
Fundó la Sociedad de Sufragio de Lisburn y fue su presidenta y secretaria en diferentes momentos. Hubo varios grupos de sufragio irlandeses y del Úlster, e intentaron unir esfuerzos. Metge escribió artículos para el boletín del movimiento de la Federación Irlandesa de Sufragio de Mujeres (IWSF), el Irish  Citizen. En 1913, representó a la IWSF en el Congreso Internacional de Mujeres, celebrado en Budapest.
En 1913, el IWSF consideró si sería un grupo militante. En abril de 1914, Metge abandonó tanto al IWSF como a la sociedad de Lisburn por algunos asuntos 'administrativos', e hizo un discurso que indicaba que su intención de ser militante, ya que hacer otro sería un deshonor para la visión en la que ella creía.